# University of California Publications in Botany
University of California Publications in Botany (abreviado Univ. Calif. Publ. Bot.) es una revista ilustrada con descripciones botánicas que es editada por la Universidad de California. Comenzó su publicación en el año 1902.